# Frullania novopommeriensis
Frullania novopommeriensis là một loài Rêu trong họ Jubulaceae. Loài này được H.A. Mill. mô tả khoa học đầu tiên năm 1981.